# Chakir Chelbat
Chakir Chelbat, född 28 augusti 1964, är en svensk taekwondodomare, huvudinstruktör i Trelleborgs taekwondoklubb och har själv svart bälte av 9 dan.
Chelbat utsågs till Världens bästa domare 2005 och var som domare med i sommar-OS 2008 i Peking, där han blev utsatt för ett attentat; han dömde den kubanske utövaren Ángel Matos som förlorare efter ett för långt uppehåll och då sparkade han Chelbat i ansiktet. Chelbat fick då en sprucken läpp och fick åka till sjukhuset och sy fyra stygn. Han var också med i sommar-OS 2012 i London.